# Transfobia en los Estados Unidos

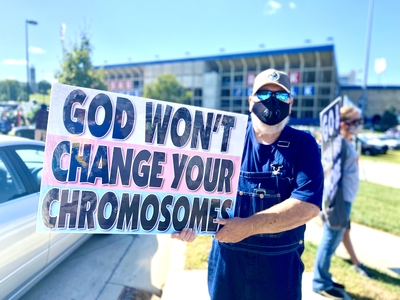
Miembro de la Iglesia Bautista de Westboro protestando contra personas transgénero en octubre de 2020.

La transfobia en los Estados Unidos ha evolucionado con el tiempo. La comprensión y aceptación de las personas transgénero han fluctuado en las últimas décadas, dependiendo de los temas específicos que han enfrentado la sociedad y la opinión pública.
Durante la segunda presidencia de Donald Trump, las protecciones federales para las personas transgénero estadounidenses han disminuido significativamente. Las órdenes ejecutivas del presidente Donald Trump han revertido medidas previas de protección, y algunas incluso han negado la existencia legal de las personas transgénero. A nivel estatal, local y en otros organismos gubernamentales, se han promulgado leyes contrarias a los derechos de las personas transgénero. Además, los problemas sociales en los Estados Unidos reflejan un nivel de transfobia que resulta en mayores índices de violencia e intimidación hacia las personas transgénero. Las personas cisgénero también pueden verse afectadas por esta transfobia.
En los últimos años, los crímenes de odio y la violencia contra personas transgénero y no conformes con el género han aumentado.

## Perspectivas estadounidenses sobre las personas transgénero
Las normas del binario de género en los Estados Unidos son rígidas, lo que lleva a que las personas no conformes con su género enfrenten discriminación, humillaciones u otras formas de control de género en su vida diaria. Una encuesta de 2023 reveló que una leve mayoría de estadounidenses se opone a la legislación contra las personas transgénero. Aunque la mayoría apoyaba que las personas transgénero sirvieran abiertamente en el ejército, este apoyo disminuyó del 71 % al 66 % entre 2019 y 2021. Una encuesta de 2024 de AP VoteCast, con más de 120,000 votantes estadounidenses, encontró que más de la mitad considera que el apoyo a los derechos transgénero en el gobierno y la sociedad ha ido demasiado lejos.
Una encuesta de Gallup en 2021 mostró que el 62 % de los estadounidenses cree que las personas transgénero solo deberían competir en deportes con equipos que correspondan a su sexo asignado al nacer. Muchas ligas deportivas profesionales en los Estados Unidos permiten la participación de jugadores transgénero con diversas directrices e inclusiones. La Conferencia Atlética Interescolar de Connecticut permite a los estudiantes transgénero competir según su identidad de género. Sin embargo, FIDE ha prohibido a las mujeres trans participar en eventos de ajedrez femenino, afirmando que «no tienen derecho a participar». FINA ha restringido la participación de mujeres transgénero en natación profesional femenina, salvo excepciones estrictas.
Los nativos americanos a menudo usan términos distintos para describir sus identidades de género no binarias, basados en sus valores culturales. «Dos espíritus» es un término usado en algunas culturas, mientras que los navajo tienen nádleehé. Otros pueblos, como los ojibwe, potawatomi y zuni, también cuentan con términos específicos para personas que se presentan fuera del binario de género.

### Protecciones gubernamentales
Históricamente, las personas y comunidades transgénero en los Estados Unidos han sido marginadas y han recibido pocas protecciones legales. Desde 1994, se han intentado sin éxito leyes como el Ley de No Discriminación en el Empleo (ENDA) para proteger a las personas LGBT en el ámbito laboral. No obstante, casos judiciales como Price Waterhouse v. Hopkins han prohibido la discriminación basada en la percepción de no cumplir con las características socialmente construidas de hombres o mujeres.
En 2010, el Departamento de Estado modificó su política sobre marcadores de género en tarjetas de Seguridad Social y pasaportes, permitiendo a las personas actualizar su género con información proporcionada por un médico. Las identificaciones estatales y licencias de conducir se actualizan según las normativas de cada estado.
En 2020, la Corte Suprema de los Estados Unidos dictaminó que, bajo el Título VII de la Ley de Derechos Civiles de 1964, los empleados transgénero están protegidos contra la discriminación en el lugar de trabajo. La administración Biden implementó algunas protecciones para las personas transgénero. En julio de 2022, el Departamento de Salud y Servicios Humanos de los Estados Unidos propuso restaurar políticas de no discriminación para proteger a las personas transgénero. En abril de 2023, el gobernador Phil Murphy estableció a Nueva Jersey como un «refugio seguro para la atención médica de afirmación de género».
Los estados con poblaciones más conservadoras tienden a tener opiniones más restrictivas sobre los derechos civiles, lo que también influye en sus actitudes hacia las personas transgénero.
Durante la segunda administración Trump, la mayoría de las protecciones para las personas transgénero han sido eliminadas. El gobierno federal oficialmente no reconoce la existencia de las personas transgénero. Se ha prohibido el uso de fondos federales para cuidados de afirmación de género para menores de 19 años. La administración trabaja para prohibir a las personas transgénero servir en el ejército y en el gobierno civil.

### Actitudes discriminatorias
La opinión pública en los Estados Unidos sobre las personas transgénero a menudo es similar a la de las personas LGBTQ, pero las actitudes hacia las personas transgénero son significativamente más negativas. Datos de 2024 muestran que el 80 % de los estadounidenses apoya que las personas LGB vivan como deseen, pero solo el 67 % apoya lo mismo para las personas transgénero. Algunas actitudes anti-transgénero se basan en la idea de que el género es «natural», por lo que las personas transgénero son consideradas «antinaturales» y, por ende, peligrosas. Otros argumentan que sus creencias religiosas les prohíben aceptar la identidad de género sobre el sexo biológico, aunque la Biblia no menciona a las personas trans.
Algunos activistas anti-trans asocian a las mujeres trans con comportamientos sexuales depredadores. Esta idea, arraigada en ciertas formas de feminismo de la segunda ola, describe a las mujeres trans como «violadores y transgresores de límites que intentan invadir espacios femeninos», mientras que los hombres trans son vistos como «tokens». Estudios han refutado estas afirmaciones; por ejemplo, una investigación sobre las leyes antidiscriminación en Massachusetts no encontró evidencia de riesgos para las mujeres cisgénero en baños, y se halló que el riesgo de agresión para niños transgénero disminuye cuando se les permite usar baños acordes con su identidad de género. Algunos activistas anti-trans creen que la «ideología LGBT» desestabilizará al gobierno estadounidense y que las personas LGBT representan una amenaza para la seguridad. También se ha argumentado que los soldados transgénero son una amenaza para la preparación militar, aunque no hay evidencia que lo sustente.
Algunos conservadores sociales también confunden a las personas que se visten de drag con las presentaciones transgénero. Christopher Rufo ha instado a los conservadores a llamar a las drag queens «strippers trans», una descripción inexacta según Nathan J. Robinson. La republicana de Michigan, Tudor Dixon, ha calificado a las drag queens como «actuantes sexualizados». Esto contradice la historia de las actuaciones de drag, que no son inherentemente sexuales.
Algunos opositores a los derechos transgénero argumentan que «padres irresponsables» y jóvenes toman decisiones apresuradas sobre sus identidades trans, influenciados por una supuesta contagión social. Activistas conservadores cuestionan la necesidad de hablar con niños sobre su género o identidades sexuales. Un artículo de 2018 de Lisa Littman en PLOS One propuso la hipótesis de la disforia de género de inicio rápido (ROGD). Aunque estudios posteriores no respaldaron estas ideas, el artículo ha sido utilizado para justificar legislación y políticas anti-transgénero en Florida y otros estados. La noción de contagio social sugiere que ser transgénero es una «enfermedad» transmisible entre individuos vulnerables, implicando que es un problema médico a erradicar, en lugar de una diferencia en la identidad de género. Activistas que se oponen a los cuidados de afirmación de género afirman que médicos y padres someten a los niños a «tratamientos médicos irreversibles» sin salvaguardas adecuadas. Algunos estados han promovido leyes que prohíben los cuidados de afirmación de género, calificándolos como «abuso infantil». Cuentas de redes sociales, como Libs of TikTok, han contribuido a generar un pánico moral sobre los cuidados de afirmación de género. A pesar de la falta de evidencia, muchos grupos e individuos han alimentado una guerra cultural en torno a las personas transgénero. Los argumentos contra los cuidados de afirmación de género ignoran su extensa historia de uso médico.
El colonialismo también ha impactado las identidades transgénero. La organización hispana LGBTQ+, QLatinx, describe cómo «el racismo, el sexismo, la heterosexismo, la xenofobia y la transfobia comparten una raíz común de opresión que trabaja para sostener la supremacía blanca y el heteropatriarcado». Las estructuras de racismo, homofobia y transfobia incitan a la violencia contra las personas percibidas dentro de estas categorías. Las creencias anti-trans también afectan negativamente a algunas culturas de nativos americanos con individuos dos espíritus o transgénero indígenas. María Cristina Moroles, en su viaje como persona dos espíritus, encontró que muchas comunidades indígenas rechazaban su identidad.
Algunas ideas transfóbicas también son internalizadas por las personas transgénero, lo que se conoce como transfobia internalizada, y puede manifestarse en sentimientos de vergüenza, aislamiento y una internalización perjudicial de las expectativas de género cisnormativas.
En general, las vidas de las personas transgénero a menudo se consideran menos importantes que las de las personas cisgénero, y la violencia y la discriminación contra ellas pueden ser normalizadas por estadounidenses transfóbicos.

## Historia temprana
Cuando los colonos europeos colonizaron América del Norte, encontraron pueblos indígenas con ideas diferentes sobre el género y la identidad de género. Los europeos emplearon diversas tácticas para imponer sus propios roles e ideas de género a los pueblos nativos. Los colonizadores franceses llamaban a muchas personas indígenas de tercer género «berdaches».
Los encuentros con colonizadores españoles llevaron a un genocidio masivo de muchos pueblos indígenas de California, incluyendo a personas de tercer género, quienes no fueron víctimas de daños colaterales como enfermedades o hambrunas, sino de una exterminación activa, consciente y violenta. Cuando los colonos descubrían otros géneros entre los indígenas, trabajaban para erradicar la práctica mediante «acciones disciplinarias gemelas de castigo físico y espiritual y reasignación de género».
A medida que los roles para las personas no binarias indígenas desaparecían en sus culturas, estas personas «se encontraron rechazadas por sus familias y comunidades».
Los propios colonos a menudo no encajaban en los roles de género binarios. Muchas personas no conformes lucharon en la Guerra de Independencia de los Estados Unidos y la Guerra Civil Americana, enlistándose y viviendo posteriormente en el rol de género que eligieron. Para el siglo XVIII, las ideas anti-transgénero ya se estaban introduciendo en la cultura colonial estadounidense. Las mujeres transgénero en el siglo XVIII enfrentaban violencia e incluso pena capital. A finales del siglo XIX, la idea de que el género y la sexualidad forman un espectro comenzó a difundirse.

## SigloXX
Antes de la publicación en 1910 de Transvestism por Magnus Hirschfeld, la mayoría de las personas que ahora serían consideradas transgénero eran denominadas «invertidas», un término que también incluía a los homosexuales. El término transexual fue descrito por el doctor David Oliver Cauldwell en la literatura médica estadounidense en 1949. Antes de estas terminologías médicas, las personas transgénero creaban sus propias categorías, como «hombres-mujeres» y «mujeres-hombres». En 1900, una mujer transgénero, entonces conocida como «hombre-mujer», fue asesinada, y su cuerpo fue salado y metido en un baúl por su padre. Su historia fue una de muchas cuentas violentas que enfrentaron estas personas a principios del siglo XX.
Tras la operación de cambio de sexo de Christine Jorgensen en 1953, ampliamente publicitada, tanto la literatura médica como los medios populares la retrataron como una persona «enferma, anormal» que fue «rescatada» por la medicina moderna.
Durante los años 60, las personas transgénero no eran bienvenidas en los bares gay de San Francisco. A mediados de los 60, la Universidad Johns Hopkins creó la primera «clínica oficial de identidad de género» en los EE. UU. La clínica fue descrita por los medios y comunicados de prensa como un proyecto para ayudar a «individuos desafortunados, atrapados en el cuerpo equivocado» y «rehabilitar» a las personas transexuales «desviadas».
En los años 70, el término «transexual» se usaba comúnmente para describir a las personas transgénero. En el establecimiento médico estadounidense, los profesionales tenían una desconfianza generalizada hacia sus pacientes transgénero. Médicos y psicólogos que trabajaban con la comunidad trans expresaban sentimientos negativos, calificándolos de manipuladores y «posiblemente incapaces de amar».
Durante los 70, las mujeres transgénero eran frecuentemente rechazadas en espacios lésbicos y acusadas de ser mujeres falsas u «hombres infiltrados». Beth Elliott fue discriminada por las Hijas de Bilitis, quienes inicialmente le permitieron ser miembro en 1971, pero luego cedieron a la presión para expulsarla. Robin Morgan fue una de sus principales detractoras, acusándola de ser un hombre que «se aprovechaba de las mujeres» con la «mentalidad de un violador». Este ataque de alto perfil llevó a más ataques contra otras mujeres transgénero que intentaban ingresar a otros tipos de espacios femeninos. Más tarde, Sandy Stone, que trabajaba en Olivia Records, fue blanco de una campaña de hate mail destinada a que la despidieran de la discográfica. Algunos académicos también enviaron correo de odio a Stone durante este tiempo.
En 1973, lesbianas y hombres gay más conservadores en San Francisco crearon su propia marcha del orgullo, que «prohibió a las personas transgénero y a los individuos en drag». En Nueva York ese mismo año, Jean O'Leary casi provocó un disturbio al leer una declaración denunciando a las drag queen. En respuesta a este evento, el movimiento LGBT en los Estados Unidos intensificó la marginación de las personas transgénero.
En 1979, Janice Raymond escribió El Imperio Transexual, que según Progressive es «a menudo citado como la base del feminismo anti-trans». Raymond creía que las personas elegían ser transgénero para escapar de los roles sexuales asignados al nacer. El libro de Raymond afectó no solo a las personas en espacios femeninos, sino también a los profesionales médicos. El director de la clínica de identidad de género en Johns Hopkins cerró su clínica tras publicar un estudio sesgado sobre personas transgénero en 1979. Más tarde se descubrió que individuos en la organización presionaron por el cierre por motivos personales.
Durante los años 80, las personas transgénero, aún conocidas comúnmente como transexuales, eran «tratadas como enfermas, perversas, anormales» en la sociedad estadounidense. Esto continuó en los 90, donde las personas que no se adherían a los roles de género «normales» carecían de un «espacio social seguro». Thomas Szasz describe el transexualismo en los 80 en su libro, Sex by Prescription, como un tipo de castración. Szasz también sentía que el diagnóstico de transexualismo estaba demasiado medicalizado y que era más importante examinar la naturaleza de la condición misma. A pesar de las críticas de Szasz y otros, la idea del transexualismo como un trastorno médico ayudó a los profesionales médicos a aceptarla más fácilmente.
El Michigan Womyn's Music Festival no permitía mujeres transgénero en sus eventos y expulsó a una mujer transexual en 1991. Las mujeres transexuales también fueron excluidas de la Conferencia Nacional de Lesbianas de 1991. Las personas transgénero fueron excluidas silenciosamente de la Marcha en Washington por los Derechos y la Liberación de Lesbianas, Gays y Bisexuales en 1993.
En 1993, Brandon Teena fue violado y posteriormente asesinado tras revelarse su identidad transgénero. Dos hombres que Teena consideraba amigos fueron los agresores. La cobertura mediática del asesinato de Teena también fue transfóbica, a menudo refiriéndose a él con el género incorrecto.
Tyra Hunter resultó herida en 1995 en Washington D. C., y los paramédicos que la atendieron dejaron de tratarla y se burlaron de ella por ser transgénero. Hunter murió debido a las heridas, y no se presentaron cargos contra los paramédicos.
En 1996, un hombre trans, Robert Eads, descubrió que tenía cáncer de ovario. Eads enfrentó discriminación médica, con ginecólogos que se negaron a tratarlo hasta 1997. Sin embargo, el cáncer había avanzado demasiado y Eads murió en 1999.
Para honrar la memoria de las personas transgénero víctimas de violencia, Gwendolyn Ann Smith creó el primer Día de la Memoria Transgénero en 1999.

## SigloXXI

### Acciones gubernamentales

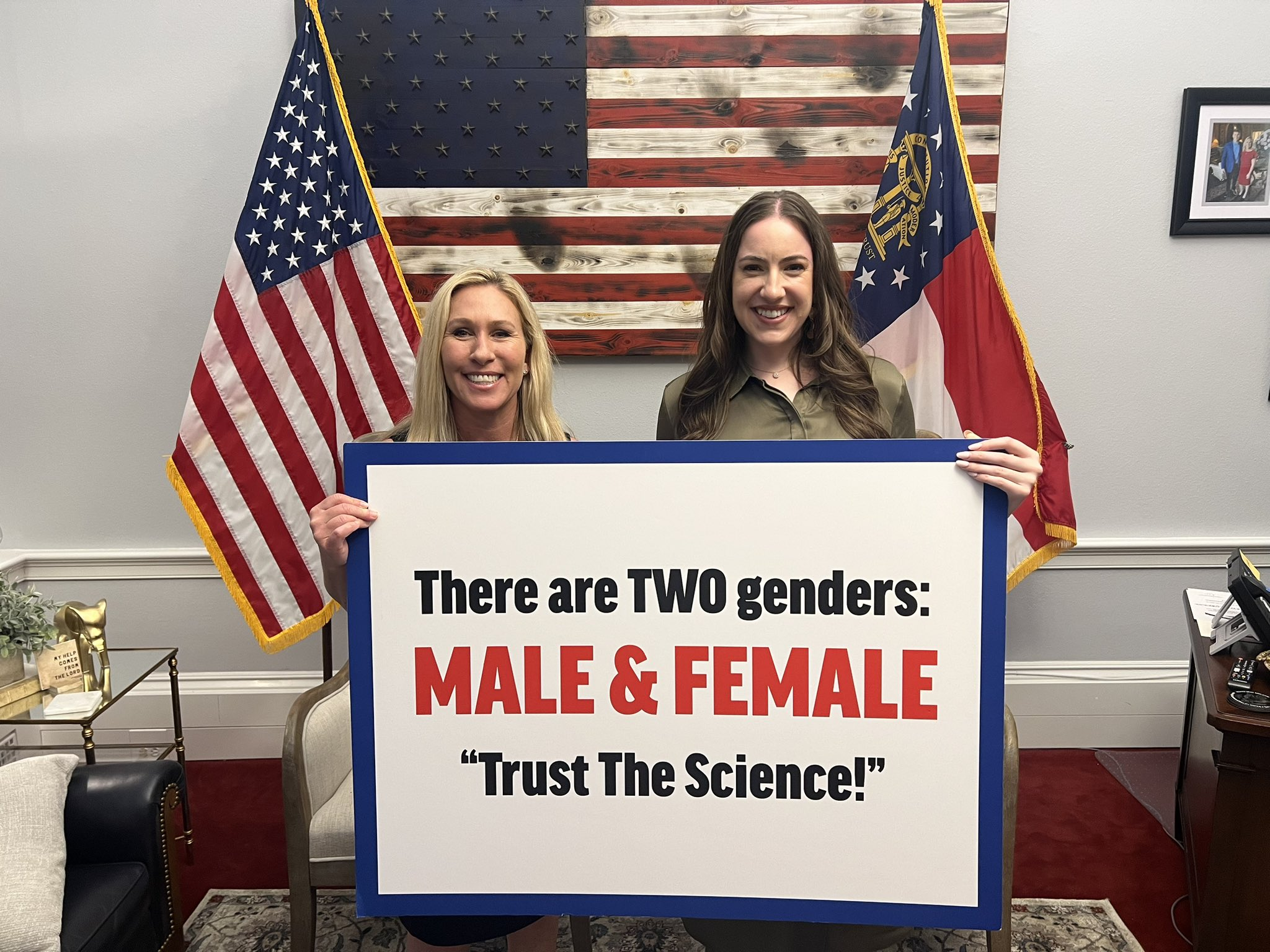
Chaya Raichik y Marjorie Taylor Greene en el Congreso de EE. UU.

Los organismos gubernamentales en los Estados Unidos que promulgan legislación y políticas anti-transgénero utilizan el «medical gatekeeping» como una herramienta para crear barreras alrededor de los cuidados de afirmación de género. En 2021, el profesor Eric Stanley describe a las personas transgénero como «accesorios en la última guerra cultural», y explica cómo las leyes anti-trans están obsesionadas con los cuerpos de las personas trans.
Cuando se propuso la Ley de No Discriminación en el Empleo federal en 2007, incluía lenguaje que protegía la orientación sexual y la identidad de género. Sin embargo, los patrocinadores eliminaron las protecciones de identidad de género porque el presidente George W. Bush amenazó con vetar el proyecto si se mantenían.
Arkansas aprobó en 2015 la Ley de Mejora del Comercio Intrastatal, que prohibía a los gobiernos locales promulgar leyes que protegieran a las personas LGBTQ más allá de lo establecido a nivel estatal. Dado que Arkansas no ofrece protecciones estatales para las personas LGBTQ, esto impide a los gobiernos locales protegerlas también. Esta ley se aprobó justo después de que Fayetteville, Arkansas intentara aprobar protecciones de derechos civiles para las personas LGBTQ en la ciudad.
En 2016, cuando se propusieron numerosas «leyes de baños» en el país, el resultado fue que todas las mujeres enfrentaron acoso debido a un aumento en la vigilancia sobre quién usaba qué baño. En Kansas, se propuso una medida que otorgaría a los estudiantes $2,500 como recompensa por denunciar a personas trans que usaran baños no aprobados. El estado de Washington propuso una ley similar que permitiría a los estudiantes demandar a sus escuelas por $2,500 si «encontraban a una persona trans en el baño». En marzo de 2016, Carolina del Norte aprobó su ley de baños, la Ley de Privacidad y Seguridad de las Instalaciones Públicas, lo que generó una protesta nacional y amenazas de varias grandes empresas de no hacer negocios en el estado. Más tarde en 2016, un caso, Franciscan Alliance v. Burwell, buscó derogar regulaciones que protegían a las personas trans en el acceso a la atención médica.
La administración Trump revirtió las políticas del Título VII que protegían a las personas transgénero basadas en el sexo, afirmando que estas protecciones solo aplicaban a individuos cisgénero. El 20 de febrero de 2017, la administración Trump retiró la guía que establecía que la ley federal requería que los estudiantes transgénero tuvieran acceso a baños y vestuarios acordes con su identidad de género. En julio del mismo año, el presidente Trump anunció una prohibición para que las personas transgénero sirvieran en el ejército de los Estados Unidos. En octubre de 2018, Trump propuso revertir las protecciones de derechos civiles en la atención médica para las personas transgénero.
El primer estado en prohibir a atletas transfemeninas participar en deportes juveniles fue Idaho. El 30 de marzo de 2020, el proyecto de ley fue firmado por el gobernador Brad Little. Durante 2020, otros 16 estados también redactaron proyectos de ley similares al de Idaho. En 2020, la Alianza para la Defensa de la Libertad (ADF) presentó una demanda para desafiar la regla de Connecticut que permite a los estudiantes transgénero participar en deportes juveniles según su identidad de género. En 2021, el caso fue desestimado, aunque la ADF anunció que apelaría la decisión.
En 2021 y 2022, una «ola histórica de proyectos de ley» dirigidos a las personas transgénero fue desarrollada y propuesta en legislaturas estatales de todo el país. Esto ascendió a alrededor de 200 proyectos, todos propuestos por legisladores del Partido Republicano. El gobernador Tate Reeves firmó un proyecto en 2021 que prohibía a los estudiantes transgénero participar en deportes escolares acordes con su identidad de género. La gobernadora Kristi Noem emitió una orden ejecutiva en marzo de 2021 que prohibía a las chicas trans participar en equipos deportivos femeninos en Dakota del Sur. Arkansas aprobó un proyecto en abril de 2021 que bloqueaba el acceso de los jóvenes a cuidados de afirmación de género.
Los legisladores de Alabama crearon un proyecto en febrero de 2022 que requeriría que los estudiantes transgénero de los grados K-12 usaran el baño correspondiente al sexo en su certificado de nacimiento. En abril de 2022, la gobernadora de Alabama, Kay Ivey, firmó un proyecto que haría de los cuidados de afirmación de género para jóvenes un delito grave. Más tarde, ese proyecto fue bloqueado por una orden judicial estatal parcial. Los abogados estatales de Alabama han prometido apelar la decisión y creen que no hay un derecho constitucional a la atención médica de afirmación de género para niños o adultos.
En marzo de 2022, el gobernador de Florida, Ron DeSantis, firmó la Ley de Derechos de los Padres en la Educación de Florida, que prohibía discutir sobre orientación sexual o identidad de género en entornos escolares para ciertos grados. En noviembre de 2021, el gobernador de Oklahoma, Kevin Stitt, firmó una orden ejecutiva para prohibir cambiar la identidad de género en los certificados de nacimiento de Oklahoma. También en 2022, Iowa creó un proyecto para prevenir que los jóvenes transgénero participaran en deportes acordes con su identidad de género.
En febrero de 2022, el gobernador Greg Abbott declaró que la transición y la terapia hormonal de reemplazo eran «abuso infantil» y ordenó a los Servicios de Protección Infantil (CPS) investigar a los padres que permitieran a sus hijos transicionar. El fiscal general de Texas, Ken Paxton, inició el ataque emitiendo una opinión de que los cuidados de afirmación de género eran una forma de abuso infantil. Paxton también solicitó al Departamento de Seguridad Pública de Texas una lista de todas las personas que «habían cambiado el identificador de género en su licencia de conducir de Texas en los últimos dos años». La orden de Abbott y Paxton también requería que los terapeutas denunciaran a cualquier cliente que recibiera cuidados de afirmación de género. En Dallas, un hospital dejó de proporcionar cuidados de afirmación de género en sus instalaciones tras la directiva de Abbott, y el Hospital Infantil de Texas también detuvo la provisión de HRT. Varias familias fueron investigadas por CPS tras la orden. En junio de 2022, un juez del Condado de Travis bloqueó este tipo de investigaciones a familias con niños transgénero. Debido a estos ataques a niños y jóvenes transgénero, muchas familias comenzaron a buscar formas de abandonar el estado. Un estratega político de Greg Abbott dijo que atacar a los niños transgénero es un «tema ganador» para el gobernador mientras se postula nuevamente para el cargo. Para noviembre de 2024, Paxton había demandado a tres médicos de Texas por presuntamente recetar HRT a menores después de que Texas prohibiera los cuidados de afirmación de género.
En mayo de 2022, una investigación de Título IX tuvo lugar en una escuela de Wisconsin cuando varios estudiantes de secundaria presuntamente usaron pronombres incorrectos con otro estudiante. El caso recibió atención de medios conservadores, incluyendo The Laura Ingraham Show. La investigación fue desestimada después de que la escuela y gran parte de la ciudad de Kiel, Wisconsin recibieran amenazas de bomba.
En junio de 2022, el Partido Republicano de Texas incorporó a su plataforma política la prohibición de cuidados médicos de afirmación de género. Además, el Partido Republicano de Texas afirmó que los espectáculos de drag representan una mayor amenaza para los niños que las armas de fuego. En Michigan, los republicanos propusieron un proyecto de ley que permitiría a los padres demandar a cualquier escuela pública que permitiera a sus hijos presenciar un espectáculo de drag. En Florida, el gobernador Ron DeSantis impulsó medidas para eliminar la cobertura de Medicaid para cuidados de afirmación de género, afectando a personas transgénero de todas las edades. En Ohio, se aprobó una ley en junio de 2022 que exige «inspecciones genitales» para niñas o mujeres sospechosas de ser transgénero.
En julio de 2022, los fiscales generales de veinte estados, incluidos Alabama, Alaska, Arizona, Arkansas, Georgia, Indiana, Kansas, Kentucky, Luisiana, Misisipi, Misuri, Montana, Nebraska, Ohio, Oklahoma, Carolina del Sur, Dakota del Sur, Tennessee, Texas, Utah, Virginia y Virginia Occidental, presentaron una demanda contra el Departamento de Agricultura de los Estados Unidos por su prohibición de discriminar a personas LGBTQ en los programas de comidas escolares. Esta prohibición incluía la discriminación por identidad de género. En Florida, las autoridades educativas estatales instruyeron a las escuelas a ignorar las directrices de la administración Biden que protegían a estudiantes transgénero bajo el Título IX. El Comisionado de Educación de Florida, Manny Díaz Jr., calificó las directrices sobre protecciones transgénero como una «locura progresista». A mediados de julio, el Partido Republicano en la Cámara de Representantes de EE. UU. apoyó proyectos de ley dirigidos contra atletas transgénero con la «Ley de Protección de Mujeres y Niñas en el Deporte», patrocinada por Greg Steube. A finales de julio de 2022, el gobernador Ron DeSantis utilizó una decisión de la Corte Suprema de Florida de 1947 como base para presentar una queja contra un espectáculo de drag, alegando que el lugar violaba una ley de molestia pública.
En agosto de 2022, la representante Marjorie Taylor Greene presentó un proyecto de ley titulado «Ley de Protección de la Inocencia Infantil», que clasificaría como delito grave de clase C la provisión de atención de afirmación de género a menores. El proyecto estipulaba penas de prisión de 10 a 25 años para quienes proporcionen dicha atención y prohibía el uso de fondos federales para este propósito, lo que impediría el acceso a la atención de afirmación de género a quienes utilizan planes de la Ley de Cuidado de Salud a Bajo Precio.
En septiembre de 2022, estudiantes de secundaria de las Escuelas Públicas de la Parroquia de East Baton Rouge fueron informados que asistirían a una feria universitaria como parte de una excursión escolar. Sin embargo, fueron llevados a una iglesia donde los estudiantes transgénero enfrentaron acoso y discriminación. En octubre de 2020, una mujer transgénero intersexual fue arrestada en el Condado de Béxar, Texas tras presentar un informe policial sobre una presunta agresión. La policía reveló su identidad y la colocó en el bloque masculino de la cárcel. Hasta diciembre de 2022, ella y grupos comunitarios locales solicitaban la retirada de los cargos y capacitación en sensibilidad para la policía. En noviembre de 2022, la junta médica de Florida restringió la mayoría de las atenciones de afirmación de género para menores. En diciembre de 2023, la Escuela Secundaria Monarch en Florida fue multada con un total de $16,500 por permitir que una atleta transgénero compitiera en voleibol femenino. En 2022, Kentucky prohibió a las niñas transgénero participar en deportes, afectando a la única niña que competía en el estado en ese momento.
En preparación para la sesión legislativa de Texas en enero de 2023, los legisladores republicanos presentaron previamente proyectos de ley dirigidos a personas transgénero, incluyendo la prohibición de la atención de afirmación de género para jóvenes. Para el 19 de enero de 2023, se habían introducido más de 124 proyectos de ley en EE. UU. que afectarían a personas LGBTQ y transgénero. En Florida, en febrero de 2023, se presentaron varios proyectos de ley transfóbicos dirigidos a espectáculos de drag, atención de afirmación de género, bibliotecas con libros LGBTQ y la prohibición de que los maestros usen los pronombres preferidos de los estudiantes. A principios de marzo de 2023, en Tennessee, el gobernador Bill Lee firmó una ley que prohíbe a menores asistir a espectáculos de drag, a pesar de haber participado en actividades de drag cuando era estudiante. El 3 de marzo, Florida presentó el proyecto SB254, que permitiría al estado retirar la custodia de menores a padres que permitan atención de afirmación de género, incluso si residen fuera del estado. A finales de marzo de 2023, la legislatura de Kentucky anuló el veto del gobernador y aprobó una ley que prohíbe la atención de afirmación de género en el estado, exigiendo a los médicos que des-transicionen a menores que ya reciben dicha atención. Además, las escuelas no pueden permitir discusiones sobre género o identidad sexual en ningún grado.
En abril de 2023, Montana expulsó a la legisladora transgénero Zooey Zephyr del pleno y luego aprobó un proyecto de ley que prohíbe la atención de afirmación de género para menores. Idaho aprobó una ley que prohíbe la atención de afirmación de género para menores, con penas de hasta 10 años de prisión para cualquier médico que la proporcione.
En mayo de 2023, Misuri aprobó un proyecto de ley que restringe la atención de afirmación de género y la participación deportiva para menores transgénero. Oklahoma también aprobó un proyecto ese mes que convierte en delito grave proporcionar atención de afirmación de género a menores. En mayo de 2023, personas transgénero fueron arrestadas y retiradas del Capitolio de Texas por protestar contra la prohibición de la atención de afirmación de género para menores. A principios de mayo de 2023, el gobernador de Indiana, Eric Holcomb, firmó un proyecto de ley que podría exponer a estudiantes transgénero ante sus familias. El gobernador de Dakota del Norte, Doug Burgum, firmó un proyecto en mayo de 2023 que prohíbe a las escuelas públicas y entidades gubernamentales crear políticas sobre pronombres.
En agosto de 2023, el Distrito Escolar Independiente de Katy (KISD) aprobó políticas de identidad de género que muchas personas LGBTQ y aliados calificaron como un «ataque» a los estudiantes no conformes con su género. KISD fue uno de los primeros distritos escolares en el área de Houston en aprobar directrices que tienen efectos negativos en los estudiantes transgénero. En febrero de 2024, el gobernador de Texas, Greg Abbott, respondió negativamente a una Carta de Alegación Conjunta de las Naciones Unidas (ONU) que describía un «asalto integral a los derechos de la comunidad queer» en Texas. Abbott solo respondió a las acusaciones legales escribiendo en X (anteriormente Twitter), «La ONU puede irse a freír espárragos».
En febrero de 2024, el Condado de Nassau prohibió a los atletas transgénero competir con equipos deportivos cisgénero mediante una orden ejecutiva firmada por Bruce Blakeman. En marzo, la fiscal general de Nueva York, Letitia James, ordenó al condado cesar y desistir de violar la Ley de Derechos Humanos del Estado de Nueva York. Blakeman busca anular la decisión para continuar prohibiendo a los atletas transgénero usar de manera equitativa «más de 100 instalaciones públicas» en el condado.
Durante las elecciones en Ohio, varios candidatos transgénero enfrentaron problemas para postularse debido a sus cambios de nombre. En enero de 2024, Ohio dictaminó que, debido a una ley de los años 90 sobre listar todos los nombres que un candidato ha usado en las peticiones para postularse, los candidatos transgénero habían violado la ley. Posteriormente, la junta electoral del Condado de Mercer permitió a la candidata postularse «porque nadie conocía esta disposición oscura y porque la junta dijo que no estaba intentando engañar a la gente», y el Condado de Montgomery siguió el mismo camino. Sin embargo, el Condado de Stark descalificó a la candidata transgénero en la boleta debido a su cambio de nombre.
La gobernadora de Dakota del Sur, Kristi Noem, advirtió a la Junta de Regentes que detuviera las iniciativas de diversidad en las universidades estatales. Esto afectó a varios miembros del profesorado que usaban sus pronombres y afiliaciones tribales en comunicaciones oficiales, como el correo electrónico.
Para finales de 2023, 22 estados habían aprobado prohibiciones a la atención de afirmación de género para menores. A principios de 2024, 10 estados estaban considerando proyectos de ley que restringirían a personas transgénero y no binarias el uso de servicios públicos.
En la primavera de 2024, el Partido Republicano de Colorado envió un correo electrónico, catalogado como un «Llamado a la Acción», a sus miembros. En el correo, el partido recomendaba enfáticamente a los padres sacar a sus hijos de las escuelas públicas para «salvar a los niños de Colorado de los demócratas progresistas que quieren convertir a más niños en trans al exigir que los maestros usen 'pronombres' que no tienen sentido y causan confusión de género». Esta campaña comenzó después de que se aprobara una ley en el estado que protegía los derechos de los estudiantes transgénero.
A principios de junio de 2024, dos profesores de la Universidad de Texas presentaron una demanda contra el gobierno federal por proteger a estudiantes no binarios. Los profesores afirmaron que las directrices del Título IX no cubren el uso de «ellos» como pronombre singular. Un juez de Texas, Reed O'Connor, bloqueó las protecciones del Título IX el 12 de junio con una injunción, alegando que la Administración Biden «había excedido su autoridad» al «exigir que las escuelas respeten los pronombres de estudiantes trans y no binarios y les permitan acceder a los baños de su elección». A finales de junio de 2024, el Partido Republicano de Texas celebró cuando la Corte Suprema de Texas confirmó la prohibición del estado a la atención de afirmación de género para menores. El representante estatal que redactó la prohibición calificó la victoria como «gratificante» y una prueba adicional de que el estado de Texas podía continuar regulando las prácticas médicas.
La Convención Nacional Republicana de 2024, celebrada a mediados de julio, fue marcadamente anti-transgénero. Durante la convención, los miembros republicanos «atacaron verbalmente a las personas transgénero en múltiples ocasiones». Algunos discursos en la convención se burlaron abiertamente o ridiculizaron a las personas transgénero y no binarias. Estas ideas están muy alineadas con el Proyecto 2025, apoyado por Donald Trump y políticos de extrema derecha. El Proyecto 2025 califica las ideas no conformes con el género como una «nueva ideología de género progresista». El plan del Proyecto 2025 también pide la eliminación de protecciones para individuos LGBTQ+ en casi todos los aspectos del gobierno federal de EE. UU.
En octubre de 2024, Odessa, Texas comenzó a ofrecer una recompensa de $10,000 por cualquier persona transgénero que use un baño que coincida con su identidad de género en la ciudad. La recompensa se suma a las sanciones penales por usar un baño que coincida con la identidad de género. En noviembre, el Concejo Municipal de Odessa decidió abrumadoramente expandir la ley, permitiendo que cualquier persona (sea o no ciudadano de Odessa) demande por la recompensa de $10,000. Los opositores de la recompensa y la ley dicen que Odessa está haciendo la vida más peligrosa para las personas queer y que, dado que la recompensa es «por ocurrencia», la ley podría causar grandes multas y demandas innecesarias a empresas y residentes locales.
Durante las elecciones presidenciales de 2024, el Partido Republicano usó a las personas transgénero como un «tema divisorio», emitiendo anuncios de ataque anti-transgénero durante «eventos deportivos de alto perfil». Muchos de estos anuncios contenían desinformación y afirmaciones falsas. Los anuncios también usaron imágenes de personas transgénero y artistas de drag sin obtener el consentimiento de estas personas.
En noviembre de 2024, la representante Nancy Mace presentó un proyecto de ley para bloquear a las mujeres transgénero el uso de instalaciones en Capitol Hill que coincidan con su identidad de género. Mace alguna vez afirmó ser «pro-derechos transgénero», pero en noviembre publicó retórica anti-transgénero en sus redes sociales. La nueva regla fue impulsada por Mace tras la elección del primer miembro transgénero del Congreso en noviembre de 2024. La prohibición, anunciada por el presidente de la Cámara Mike Johnson, entró en vigor para el Congreso en el Día de la Memoria Transgénero. Mace afirmó que presentará un proyecto de ley que prohíba a las personas transgénero usar baños que coincidan con su identidad de género en cualquier propiedad federal.
A partir de 2025, se han propuesto nuevas legislaciones anti-transgénero. En Oklahoma, la legislatura estatal comenzó a principios de 2025 a considerar reglas, propuestas por la representante estatal Molly Jenkins, que permitirían solo a «mujeres biológicas» usar los baños femeninos en la Cámara estatal. En Nebraska, la senadora Kathleen Kauth, está impulsando un proyecto de ley que «regularía» a las personas transgénero en cualquier área bajo la jurisdicción del estado. Kauth nombró el proyecto, LB 89, también conocido como la Ley de Apoyo a las Mujeres.

#### Segunda administración de Trump
Uno de los primeros actos de la segunda administración de Trump el 20 de enero de 2025 fue reducir las protecciones y derechos civiles para personas LGBTQ, especialmente para personas transgénero. La administración «solo reconocerá el género asignado al nacer de una persona». Trump preparó la prohibición de que los transgénero miembros del servicio militar sirvan en el ejército y finalizó la prohibición en una orden ejecutiva emitida el 27 de enero de 2025. La administración de Trump ha llamado a estas revocaciones de derechos civiles «protecciones para las mujeres». Muchas de las órdenes ejecutivas usan terminología deshumanizadora al describir la atención de afirmación de género. El 21 de febrero de 2025, Trump amenazó con retirar fondos federales al estado de Maine por cuestiones relacionadas con atletas transgénero y sus recientes órdenes ejecutivas.
Las personas transgénero ya han sido afectadas por los cambios realizados por la segunda administración de Trump. Las solicitudes de pasaporte de EE. UU. para personas transgénero fueron detenidas. Tras la detención temporal, las personas transgénero han estado recibiendo sus pasaportes, pero sin los marcadores de género correctos y con demoras esperadas. Los prisioneros transgénero también están siendo afectados, con planes en prisiones para trasladar a estos reclusos a instalaciones que no corresponden con su identidad de género. Esta orden afectaría a «unas 16» mujeres transgénero que están encarceladas por la Oficina Federal de Prisiones.
Dentro del gobierno federal, las personas transgénero han sido despedidas. A finales de febrero de 2025, la administración de Trump ordenó al Pentágono identificar y despedir a los miembros del servicio transgénero. A mediados de marzo, la Administración de Veteranos (VA) anunció que el departamento dejará de proporcionar atención médica que cubra la disforia de género para veteranos. En abril de 2025, la administración de Trump advirtió al Instituto Smithsonian que elimine la información sobre personas transgénero del Museo de Historia de las Mujeres Americanas o perdería fondos federales.
Siguiendo los pasos de la administración de Trump, los estados individuales han propuesto legislación anti-transgénero. Para febrero de 2025, había 379 proyectos de ley anti-transgénero activos en las legislaturas estatales. En febrero de 2025, la legislatura estatal de Iowa estaba considerando un proyecto de ley que eliminaría las protecciones de derechos civiles para las personas transgénero en el estado. Ese mismo mes, el estado de Ohio comenzó a prohibir a los estudiantes transgénero usar baños que coincidan con su identidad de género. A principios de marzo, el gobernador de Indiana, Mike Braun, firmó una orden ejecutiva que prohíbe a las mujeres transgénero participar en deportes estatales y también prohíbe el uso de ciertos tipos de lenguaje a nivel estatal.
A finales de febrero, el Departamento de Seguridad Nacional (DHS) cambió su política y ahora permitirá la vigilancia específica y dirigida de individuos LGBTQ+. Agencias como el DOGE pueden usar los datos gubernamentales que recolectan para crear bases de datos que identifiquen a los americanos transgénero. Elon Musk, el jefe de DOGE, tiene un historial de transfobia. En marzo de 2025, Musk realizó un discurso transfóbico público contra su propia hija, Vivian Wilson.
El primer arresto de una persona transgénero por violar una ley de baños ocurrió el 19 de marzo en Tallahassee, Florida. Marcy Rheintgen fue arrestada en el Capitolio del Estado de Florida cuando intentó usar el baño femenino. En marzo de 2025, la Comisión de Bibliotecas de Misisipi ordenó a sus bibliotecas eliminar bases de datos que incluyan información e historia relacionada con la «identidad de género».

### Transfobia en la cultura estadounidense
En 2001, el Daily News publicó una columna de John Leo que se quejaba de las personas transgénero, sugiriendo que tenían un trastorno mental. Leo argumentó en contra de la idea de que asegurar los derechos civiles y la atención de afirmación de género para las personas transgénero fuera beneficioso para ellas, proponiendo en cambio que recibieran tratamiento psiquiátrico. Leo calificó la palabra transfobia como «una nueva palabra de acusación indignada».
En 2019, Ditch the Label publicó un análisis de 10 millones de publicaciones en redes sociales y foros en línea desde alrededor de 2016. Este análisis reveló una gran cantidad de lenguaje e ideas transfóbicas compartidas en los Estados Unidos. Muchas de estas ideas y comentarios transfóbicos se han compartido en Facebook, que el organismo de vigilancia de medios de izquierda Media Matters calificó como «uno de los mayores actores negativos» en este ámbito. The Daily Wire también estuvo involucrado en la difusión de desinformación sobre personas transgénero en línea durante este tiempo, utilizando la transfobia para aumentar la interacción con su sitio web.
En 2019, la Iglesia Bautista de Westboro protestó en el Morehouse College cuando esta institución permitió por primera vez la inscripción de hombres trans. La protesta reflejó la oposición de este grupo religioso a las políticas de inclusión de personas transgénero en entornos educativos.
Durante la Conferencia de Acción Política Conservadora (CPAC) de 2021, Caitlyn Jenner fue blanco de ataques por parte de asistentes que la nombraron con su nombre anterior y la insultaron, evidenciando actitudes transfóbicas en un evento político de alto perfil.
El grupo ambientalista Deep Green Resistance (DGR) ha sido señalado por declaraciones transfóbicas de algunos de sus miembros. En 2022, organizaciones que colaboraban con DGR para detener la minería en Nevada, específicamente en la Mina de litio de Thacker Pass, rompieron vínculos con el grupo debido a su transfobia generalizada.
El especial de Netflix de Dave Chappelle, The Closer, estrenado en 2021, incluyó chistes que algunos consideraron transfóbicos, generando una fuerte controversia. Las presentaciones en vivo de Chappelle han seguido enfrentando protestas de quienes critican su discurso sobre las personas transgénero. Los empleados de Netflix exigieron a la empresa reconocer que el contenido transfóbico causa daño, organizando una huelga el 20 de octubre de 2021 en Los Ángeles debido al apoyo continuo de Netflix hacia Chappelle, con la participación de figuras como Joey Soloway. Seguidores de Chappelle también asistieron a la protesta, portando pancartas en su apoyo.
En marzo de 2022, la senadora Marsha Blackburn aprovechó la audiencia de confirmación de la jueza Ketanji Brown Jackson para plantear cuestiones sobre la participación de mujeres transgénero en deportes femeninos, cuestionando su inclusión junto a mujeres cisgénero.
En junio de 2022, durante el Mes del Orgullo, la campeona de Jeopardy!, Amy Schneider, lanzó el primer lanzamiento en el Oracle Park. Sin embargo, Fox Sports no transmitió su participación, mostrando en su lugar el lanzamiento del piloto de NASCAR, Kurt Busch. La decisión fue criticada en Twitter como un acto transfóbico. Fox Sports afirmó que los primeros lanzamientos no se transmiten en sus emisiones y que la aparición de Busch formaba parte de una promoción para una carrera de NASCAR. Sports Illustrated señaló que, independientemente de la razón, la situación proyectó una imagen negativa de Fox Sports. Atletas transgénero, como el patinador Jeffrey Cheung, han reportado un aumento en el odio y la transfobia a medida que más empresas deportivas muestran apoyo a esta comunidad.
En mayo de 2022, State Farm enfrentó críticas de activistas conservadores por su apoyo al GenderCool Project, que donaba libros infantiles con temáticas LGBTQ a escuelas y bibliotecas para promover la inclusión de personas transgénero, no binarias y diversas. Debido a la presión, State Farm abandonó el proyecto.
En junio de 2022, durante el mes del Orgullo, el comentarista de The Daily Wire, Matt Walsh, lanzó el documental What Is a Woman?, que cuestiona la identidad transgénero. Walsh también publicó el libro infantil Johnny the Walrus, que compara alegóricamente ser transgénero con pretender ser una morsa, generando críticas por su mensaje transfóbico. Media Matters reportó que, solo el primer día del mes del Orgullo, Fox News emitió ocho segmentos que denigraban a personas transgénero, especialmente a la nadadora Lia Thomas.
En agosto de 2022, la cuenta de Twitter de derecha Libs of TikTok afirmó falsamente que el Hospital Infantil de Boston realizaba histerectomías y otras cirugías de afirmación de género en «niñas pequeñas». Esta afirmación se viralizó, siendo amplificada por figuras conservadoras como Stephen Miller, Joe Rogan, Donald Trump Jr. y Tucker Carlson.
En septiembre de 2022, Matt Walsh acusó al Centro Médico de la Universidad de Vanderbilt (VUMC) en Tennessee de «drogar», «castrar» y «mutilar» a niños mediante cuidados de afirmación de género, alegando que estas prácticas eran motivadas por beneficios económicos y que se amenazaba a médicos y pacientes para garantizar su cumplimiento. Republicanos de Tennessee, incluido el gobernador Bill Lee, exigieron una investigación inmediata de la clínica. Walsh declaró que estaba reuniéndose con legisladores para publicar una ley para cerrar esa clínica. VUMC cerró la página web de su clínica transgénero y afirmó que Walsh había tergiversado los hechos sobre los cuidados proporcionados. Posteriormente, el Estado solicitó registros médicos de pacientes transgénero, lo que derivó en una demanda colectiva en julio de 2023 que denunciaba la persecución sistemática de la comunidad transgénero por parte de Tennessee. Estos informes, que fueron entregados al Fiscal General del Estado de Tennessee, Jonathan Skrmetti, contenían «datos médicos sensibles». Una demanda colectiva, presentada en julio de 2023, describe cómo el estado de Tennessee ha estado «apuntando negativamente a la comunidad transgénero durante años». Skrmetti ha apoyado públicamente leyes antitransgénero en otros estados y comenzó a apuntar a VUMC después de que Walsh criticara a la organización en 2022.
El 21 de octubre de 2022, The Daily Wire organizó en Nashville, Tennessee, una manifestación llamada «The Rally to End Child Mutilation» contra los cuidados de afirmación de género para menores. El evento atrajo entre 1,500 y 3,000 personas, incluyendo simpatizantes, manifestantes y legisladores de Tennessee.
Tras el tiroteo escolar de Nashville de 2023, perpetrado por una persona transgénero, se intensificó la transfobia en plataformas públicas. La comunidad transgénero en Tennessee enfrentó críticas, aunque muchos destacaron la importancia de restringir el acceso a armas en lugar de estigmatizar a las personas trans.
En abril de 2023, la luchadora de MMA Alana McLaughlin respondió a los ataques transfóbicos del luchador Jake Shields, quien sugirió que los aliados de personas transgénero deberían enfrentar «ejecución pública». En el mismo mes, Dakota del Norte implementó una ley que prohíbe los cuidados de afirmación de género para menores, la cual se mantiene vigente hasta junio de 2024 para la mayoría de los menores en el estado.
En abril de 2023, un anuncio de Bud Light con la actriz Dylan Mulvaney desencadenó un boicot por parte de conservadores transfóbicos, afectando la imagen de la marca.
En mayo de 2023, Target lanzó su colección del Orgullo, pero enfrentó desinformación y amenazas de grupos anti-LGBTQ, lo que llevó a la empresa a retirar algunos productos y reubicar exhibiciones, generando críticas de GLAAD y otros grupos defensores de los derechos LGBTQ.
En julio de 2023, Jennifer Sey, ex presidenta de Levi's, ridiculizó a Megan Rapinoe por apoyar a atletas transgénero, afirmando que las declaraciones de Rapinoe negaban la realidad. Sey también criticó a Bud Light por incluir a Mulvaney en sus anuncios.
En marzo de 2024, Sey lanzó la marca de ropa deportiva XX-XY Athletics, destinada a «proteger a mujeres y niñas» de competir o compartir vestuarios con atletas transgénero, con el apoyo de activistas anti-transgénero como Chloe Cole, Adam Coleman, Riley Gaines, Tabia Lee y Paula Scanlan.
También en marzo de 2024, el bloguero conservador Michael Shellenberger y el grupo antitransgénero Genspect filtraron informes sobre la atención a los transexuales que estaban sacados de contexto y algunos de los cuales contenían afirmaciones falsas. Shellenberger cree que los transexuales son enfermos mentales, antinaturales y forman parte de «ideologías woke fundacionales». Su boletín «se ha centrado cada vez más en las supuestas amenazas que los transexuales suponen para la sociedad, incluidos los deportes femeninos, las mujeres en general, la familia y la civilización occidental». En mayo de 2024, Gaines utilizó las redes sociales para mostrar su apoyo a una multitud que abucheaba la victoria de una atleta transgénero en la carrera de 200 metros femeninos de la Asociación de Actividades Escolares de Oregón (OSAA). Una empleada de Florida, y madre de una atleta transgénero, en el instituto Monarch sigue esperando en junio de 2024 para saber si será suspendida por una posible violación de la Ley de Equidad en el Deporte Femenino.
En noviembre de 2023, el Club de Mujeres de Fort Worth enfrentó controversia tras aceptar a una mujer transgénero, lo que llevó a la renuncia de nueve miembros. El grupo afirmó no estar preparado para abordar formalmente la admisión de mujeres transgénero.
En marzo de 2024, Best Buy fue presionada por el Centro Nacional de Investigación de Políticas Públicas (NCPPR), un grupo conservador, por donaciones a organizaciones LGBTQ como The Trevor Project y GLAAD. El NCPPR acusó a estas organizaciones de promover prácticas dañinas y, como accionista, amenazó con sanciones monetarias, lo que llevó a Best Buy a revisar sus donaciones y eliminar contenido de apoyo a la comunidad LGBTQ.
En 2024, el streamer de videojuegos Nickmercs expresó públicamente posturas anti-trans, negando la existencia de personas transgénero. En abril de 2024, una estudiante transgénero de secundaria en Condado de Jackson, Alabama fue objeto de una intervención policial durante su baile de graduación por usar un vestido, negándose a cambiarse por pantalones. También en abril, activistas anti-transgénero afirmaron que las mujeres transgénero tienen ventajas en disciplinas como dardos, deportes electrónicos, concurso de comer perritos calientes y póker.
Tras la victoria de Donald Trump en las Elecciones presidenciales de Estados Unidos de 2024, Caitlyn Jenner celebró públicamente el resultado en Twitter, enfrentándose tanto a apoyos como a comentarios transfóbicos de otros usuarios. A principios de 2025, Meta relajó significativamente su política de «Conducta de Odio», permitiendo a los usuarios calificar a las personas LGBTQ, especialmente transgénero, como enfermas mentales o «anormales».
En una escuela de Middleborough, Massachusetts, se desató una controversia cuando algunos padres se quejaron porque un libro con un personaje transgénero fue leído en voz alta a una clase de quinto grado. El libro, Calvin de J.R. Ford y Vanessa Ford, está calificado como apropiado para niños en edad preescolar. En una reunión posterior, los padres expresaron opiniones divididas: algunos exigieron ser notificados cuando se discutan «temas sensibles» con los estudiantes, mientras que otros en la comunidad argumentaron que «la existencia de nadie debería estar sujeta a debate o considerarse contenido sensible».
Debido a las órdenes ejecutivas emitidas al inicio de la segunda administración Trump, varios hospitales que ofrecían cuidados de afirmación de género tuvieron que reevaluar sus programas. A principios de febrero de 2025, múltiples hospitales anunciaron la suspensión de estos servicios para sus pacientes. Una clínica de salud comunitaria en Los Ángeles también se vio afectada por estas órdenes, que cortaron fondos de subvenciones destinados a pacientes transgénero. El Hospital Infantil de Los Ángeles detuvo sus cuidados de afirmación de género tras estas órdenes ejecutivas.
En Iowa, empresas que anteriormente apoyaban los derechos civiles de las personas transgénero han permanecido en silencio en 2025 mientras la legislatura estatal avanza con legislación anti-transgénero.
Tras la colisión aérea del río Potomac de 2025, el comentarista de derecha Matthew S. Wallace fue uno de varios usuarios en redes sociales que afirmaron, sin evidencia, que un piloto transgénero causó el accidente. En febrero de 2025, la Universidad Stanford acató las órdenes ejecutivas de la administración Trump, prohibiendo a mujeres transgénero participar en sus equipos deportivos femeninos.

### Incidentes violentos y amenazas
En octubre de 2002, la adolescente transgénero Gwen Araujo fue golpeada y luego estrangulada en una fiesta en una casa en Newark. Su agresión ocurrió después de que se descubriera que era transgénero, y los responsables utilizaron la defensa del «pánico trans» en su juicio por asesinato. Latisha King, una estudiante no conforme con el género de 15 años, fue asesinada a tiros por un compañero de 14 años que sintió que ella lo había faltado al respeto. King fue «burlada y acosada por la forma en que vivía su género, por su estilo».
En 2011, CeCe McDonald fue agredida fuera de un bar en Mineápolis. Durante la pelea que se desató, McDonald fue apuñalada y uno de sus atacantes murió. A pesar de haber actuado en legítima defensa, fue acusada de asesinato en segundo grado y aceptó un acuerdo de culpabilidad, cumpliendo dos años en una prisión masculina.
Kiwi Farms, creado en 2013, tenía como objetivo acosar a personas neurodivergentes o miembros de la comunidad LGBTQ+. Los usuarios de este sitio buscaban a personas en internet para acecharlas, exponer sus datos personales y hostigarlas. El sitio ha sido responsabilizado por varias muertes, muchas de víctimas transgénero.
En 2019, 25 personas transgénero o no conformes con el género murieron tras ser víctimas de actos de violencia. El año 2021 fue uno de los más mortíferos registrados en Estados Unidos para personas transgénero y no conformes con el género, con 29 muertes para junio y al menos 50 al final del año. En febrero de 2021, Alexus Braxton fue brutalmente asesinada en su apartamento en Miami.
El Centro Médico Infantil de Dallas cerró su programa de cuidados de afirmación de género para niños y adolescentes en noviembre de 2021 tras protestas y acoso por parte de activistas anti-transgénero.
El Rancho Tenacious Unicorn, una granja exclusivamente transgénero en Colorado, enfrentó presuntas amenazas armadas el 6 de marzo de 2021. Posteriormente, Kiwi Farms facilitó el acoso en línea contra los granjeros, con más de 800 publicaciones dirigidas al rancho en 2022.
El 24 de marzo de 2022, el exlegislador de Misisipi, Robert Foster, usó Twitter para expresar que los aliados de las personas transgénero deberían ser «alineados contra un muro ante un pelotón de fusilamiento para ser enviados a un juicio temprano». Foster no se disculpó, sino que afirmó que la ley debería modificarse para permitir tales ejecuciones. En junio de 2022, Mark Burns, pastor y candidato en Carolina del Sur, declaró que los aliados, maestros y padres que apoyan los derechos LGBTQ+ deberían ser arrestados y ejecutados.
En junio de 2022, un brunch de drag en Arlington, Texas fue blanco de presuntos Proud Boys, al igual que una biblioteca en California ese mismo mes. En el evento de la Área de la Bahía de San Francisco, los Proud Boys fueron descritos como «extremadamente agresivos con una actitud violenta y amenazante que causó temor por la seguridad de las personas». Es posible que los Proud Boys fueran alertados por Libs of TikTok.
En julio de 2022, una cafetería en Chicago que planeaba albergar una actuación de drag fue vandalizada. Libs of TikTok también participó en una campaña para atacar campamentos de verano judíos en California que aceptaban niños transgénero, lo que obligó a los campamentos a tomar medidas adicionales de seguridad.
En julio de 2022, Noah Ruiz, un hombre transgénero de 20 años, fue agredido por tres hombres mientras acampaba en Camden, Ohio. Tras ser aconsejado de usar el baño de mujeres, a pesar de identificarse como hombre, una mujer lo confrontó airadamente en el baño antes de salir. Al salir, tres hombres lo abordaron, lo golpearon y usaron insultos homofóbicos. Cuando llegaron los agentes del sheriff del Condado de Preble, Ruiz fue arrestado por «conducta desordenada y obstrucción de asuntos oficiales»; el sheriff afirmó desconocer la agresión y describió a Ruiz como altamente intoxicado y beligerante. Ruiz pudo presentar un informe de agresión, exigiendo que los responsables fueran responsabilizados.

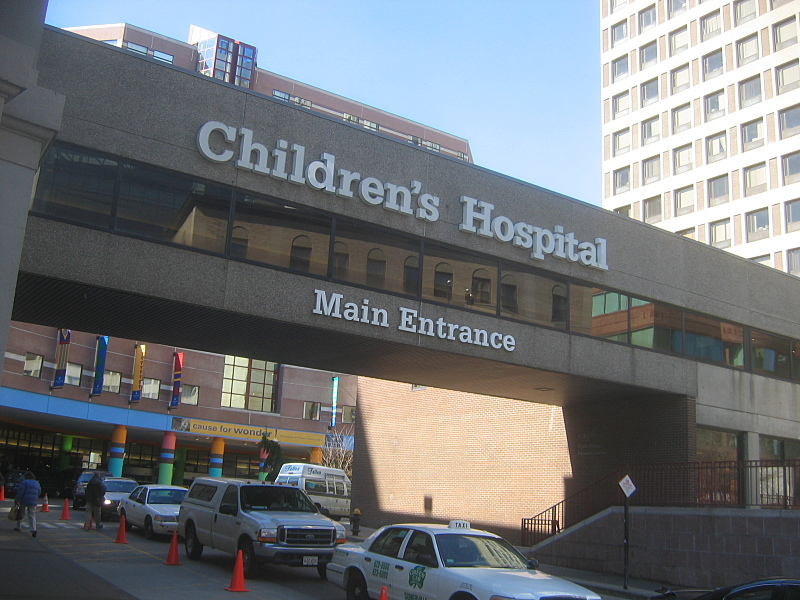
El Hospital Infantil de Boston ha sido el blanco de múltiples amenazas violentas debido a la información falsa difundida de Libs of Tiktok.

El personal del Hospital Infantil de Boston (BCH) recibió «amenazas violentas» en agosto de 2022 después de que Libs of TikTok afirmara falsamente que el hospital realizaba histerectomías en niños. El Hospital Nacional Infantil también fue blanco a finales de agosto por Libs of TikTok, que hizo afirmaciones falsas similares sobre histerectomías en niños, recibiendo amenazas de bomba y muerte en redes sociales. Ni Facebook ni Twitter suspendieron a Libs of TikTok, a pesar del acoso masivo recibido por BCH. Fox News y The Daily Caller publicaron historias basadas en la información falsa difundida por Libs of TikTok. Hospitales infantiles en Pittsburgh y Phoenix también fueron atacados.
El 30 de agosto, una amenaza de bomba obligó al hospital a entrar en confinamiento, y otra amenaza telefónica el 9 de septiembre requirió la intervención policial. Una mujer de Westfield, Massachusetts fue arrestada el 15 de septiembre por realizar una de las amenazas de bomba al BCH. El Buró Federal de Investigaciones informó que hubo «más de una docena» de amenazas similares contra el BCH. El 18 de septiembre de 2022, «Billboard Chris», un activista anti-LGBT de Canadá, organizó una protesta contra el programa de cuidados de afirmación de género del hospital frente al BCH. Entre 100 y 200 contramanifestantes acudieron en apoyo a los cuidados transgénero, superando en número a los manifestantes. La Academia Americana de Pediatría (AAP), la Asociación Médica Americana (AMA) y la Asociación de Hospitales Infantiles (CHA) solicitaron al Fiscal General Merrick Garland que investigara a las organizaciones, individuos y entidades que coordinan, provocan y ejecutan amenazas de bomba y de violencia personal contra hospitales infantiles y médicos en todo Estados Unidos.
Cuando Tucker Carlson en Fox News cubrió las acusaciones contra el Centro Médico de la Universidad de Vanderbilt, mostró fotos de los rostros de los médicos junto con sus nombres. VUMC reportó acoso contra sus médicos por parte de grupos de extrema derecha en Reddit y 4chan, que pedían su arresto o asesinato, e incluso instaban a tácticas de intimidación inspiradas en los nazis, como quema de libros.
En octubre de 2022, una mujer cisgénero llamada Jay fue acosada en un baño de un casino en Las Vegas por otra mujer que la confundió con una persona transgénero debido a su cabello corto. La agresora la siguió al baño, despotricando sobre las identidades de género durante varios minutos fuera de su cubículo. Al salir, la interrogó sobre su identidad de género y amenazó con hacer que la policía la arrestara. La agresora fue expulsada del casino, pero no se presentaron cargos y luego se le permitió regresar. Jay grabó el incidente y lo subió a TikTok, donde se volvió viral. El video fue eliminado por el sitio por «comportamiento de grooming», lo que Jay impugnó. Comentó que la falta de intervención de los espectadores fue «lo más perturbador» del incidente.
El 19 de noviembre de 2022, el tiroteo en el Club Q en Colorado Springs dejó 5 muertos y 25 heridos. El club era considerado un espacio seguro para personas transgénero en la ciudad. Durante una audiencia en el Congreso el 14 de diciembre de 2022, sobrevivientes de tiroteos LGBTQ+ expresaron sus temores sobre el «creciente odio» hacia su comunidad, especialmente hacia personas transgénero o que realizan actuaciones de drag. En diciembre de 2022, una maestra transgénero, blanco de historias de Fox News, enfrentó amenazas de bomba.
Durante la Conferencia de Acción Política Conservadora de marzo de 2023, el colaborador de The Daily Wire, Michael Knowles, afirmó que el «transgenerismo debería ser erradicado completamente de la vida pública». Sus comentarios generaron indignación y fueron calificados como genocidas por varias figuras y medios de comunicación. En agosto de 2023, Libs of TikTok compartió un video editado de una bibliotecaria escolar en Tulsa, Oklahoma, lo que llevó a varios días consecutivos de amenazas de bomba contra escuelas del distrito. Durante el verano de 2023, un agente del Departamento del Sheriff del Condado de Los Ángeles presuntamente agredió a un hombre transgénero y posteriormente se declaró culpable en un tribunal por el incidente.
El 3 de febrero de 2024, Mark Robinson, vicegobernador de Carolina del Norte y candidato a gobernador, amenazó con arrestar a mujeres transgénero por el uso de baños públicos y sugirió que «buscaran una esquina afuera en algún lugar».
El 7 de febrero de 2024, un estudiante no binario de dieciséis años, Nex Benedict, fue agredido en el baño de mujeres de la Escuela Secundaria de Owasso. Benedict había enfrentado «meses de acoso cada vez más intenso» tras la aprobación en 2023 de una legislación en Oklahoma que prohíbe a los estudiantes usar baños acordes con su identidad de género. Tres estudiantes mujeres lo atacaron en el baño, y aunque un profesor intervino, no se llamó a una ambulancia. Al día siguiente, Benedict colapsó en su sala de estar, fue trasladado al hospital y declarado fallecido. El examinador médico determinó que la causa de muerte fue suicidio.
A principios de junio de 2024, un padre de una estudiante transgénero en Minnesota exigió que se presentaran cargos penales contra los estudiantes que acosaron y agredieron a su hija en la Hopkins High. Su hija, quien sufrió una fractura compuesta durante una pelea en el baño tras ser acosada, no recibió atención de emergencia por parte de la escuela a pesar de la gravedad de sus heridas.
En noviembre de 2024, dos mujeres transgénero fueron confrontadas y atacadas por un grupo transfóbico en Minneapolis. Las mujeres sufrieron lesiones, y activistas locales expresaron preocupación por un aumento de la violencia contra personas transgénero.
CeCé Telfer, una atleta transgénero, declaró a CNN que desde que Donald Trump asumió nuevamente la presidencia en 2025, no se siente segura. Telfer expresó que le gustaría preguntarle a Trump: “Necesito una explicación de por qué quieres erradicarnos completamente de la sociedad cuando no hemos hecho nada malo”.
En marzo de 2025, Libs of TikTok compartió un video en redes sociales de una maestra transgénero de Texas discutiendo su identidad de género, revelando también el nombre de su escuela. Como resultado, la maestra se vio obligada a renunciar debido a amenazas de muerte y acoso recibidos por la escuela. Además, el político Brian Harrison pidió su despido.
A principios de abril de 2025, Abbie Wilson, una jugadora de disco volador, protestó por la inclusión de una atleta transgénero en el Music City Open en Nashville.

## Efectos
En comparación con los estadounidenses cisgénero, las personas transgénero enfrentan un riesgo hasta 25 veces mayor de sufrir abuso, agresión o suicidio. Asimismo, las personas transgénero están sujetas al estrés de minorías. Este estrés surge del estigma, prejuicio y discriminación. Muchas personas transgénero enfrentan acoso escolar y acoso en diversos ámbitos de sus vidas. La transfobia se manifiesta a través de un «clima político hostil» y la marginación de las personas transgénero en la sociedad. El estigma puede aumentar los niveles de depresión y ansiedad. La exposición crónica a estresores puede causar «desgaste biológico», lo que genera problemas de salud física. Las personas transgénero que testificaron contra proyectos de ley anti-transgénero en el Capitolio de Texas encontraron las audiencias largas «agotadoras y perturbadoras». Algunas personas transgénero han tenido que presentar demandas contra leyes, como las leyes de baños, que restringen sus derechos civiles. Estas leyes buscan «expulsar» a las personas transgénero de la vida pública y cívica. Durante la segunda administración de Donald Trump, las personas transgénero han enfrentado dificultades para obtener sus pasaportes, afectando su vida diaria y capacidad para viajar.
Las acciones legales y políticas contra la juventud transgénero han generado resultados negativos en la salud mental de muchos jóvenes y personas transgénero en general. Esto incluye altas tasas de ideación suicida. Incluso si los proyectos de ley no se aprueban, el estrés de ver estas medidas debatidas causa problemas. Las llamadas de crisis a The Trevor Project aumentaron significativamente en estados como Texas en 2022. En 2017, también se registró un incremento en las llamadas a la línea de crisis tras la consideración de una ley de baños en Texas. Algunas familias buscan mudarse de estados que han aprobado legislación transfóbica. Un estudio de 2015 encontró que el 90 % de los jóvenes transgénero fueron rechazados de alguna manera por sus familias. Cuando las familias no los apoyan, «los jóvenes trans buscan formas alternativas de apoyo y afirmación». Permitir la transición social a los jóvenes trans alivia tanto la ansiedad como la depresión. La transfobia genera «estigma y discriminación» que afectan negativamente a la juventud transgénero. Aproximadamente el 78 % de los estudiantes transgénero de primaria a secundaria reportaron diversos tipos de acoso por parte de otros estudiantes, profesores o personal escolar. Los jóvenes transgénero que han pasado por terapia de conversión mostraron una tasa significativamente mayor de intentos de suicidio en comparación con jóvenes LGBT que no experimentaron este tipo de abuso.
Muchas personas transgénero enfrentan dificultades para acceder a la atención médica. Las mujeres transgénero «experimentan barreras críticas para la atención médica y desigualdades significativas en salud debido a su condición de minoría». Según un estudio de 2008 del Centro Nacional para la Igualdad Transgénero, cerca del 19 % de los encuestados reportaron haber sido rechazados por profesionales de la salud por ser transgénero. Un estudio de 2015 encontró que el 55 % de los adultos transgénero que intentaron acceder a cirugías de afirmación de género fueron rechazados por sus seguros médicos. Durante la pandemia de COVID-19, las personas transgénero fueron excluidas demográficamente porque las organizaciones de salud pública rara vez recolectan datos sobre minorías sexuales o de género.
Las personas transgénero y de género diverso también pueden evitar la atención médica por «temor a malos tratos» y falta de conocimiento de los proveedores. En 2011, un estudio encontró que los estudiantes de escuela de medicina reciben en promedio solo cinco horas de contenido relacionado con temas LGBT durante sus años de estudio. Las personas transgénero en prisión han presentado numerosas demandas por atención médica deficiente y retención de cuidados relacionados con la transición. Los sesgos y la falta de educación sobre temas transgénero por parte de los proveedores de salud a menudo llevan a las mujeres transgénero a evitar la atención médica, incluso si tienen seguro. En algunos casos, los familiares también han bloqueado el acceso de personas transgénero a cuidados de afirmación de género. Muchos niños transgénero ocultan su identidad de género a sus familias debido a «padres que adoptan creencias y acciones transfóbicas y cisnormativas». Los pacientes transgénero también pueden evitar exámenes médicos necesarios debido a la ansiedad de enfrentar reacciones de proveedores de salud que desconocen los temas transgénero o muestran tendencias transfóbicas. Por estos factores, muchos adultos transgénero buscan hormonas de fuentes no autorizadas. En algunas situaciones, campañas transfóbicas pueden impedir el acceso a la atención médica. Durante una campaña dirigida contra el Hospital Infantil de Boston, los pacientes no pudieron contactar a los proveedores por teléfono.
La transfobia en Estados Unidos también puede llevar a mayores tasas de desempleo y discriminación en el lugar de trabajo. Las personas transgénero y de género diverso tienen tasas de desempleo en Estados Unidos que duplican las de la población general. Una encuesta de 2015 del Centro Nacional para la Igualdad Transgénero encontró que la tasa de desempleo de las personas transgénero en Estados Unidos fue tres veces mayor que la de las personas cisgénero. La misma encuesta indicó que el 15 % de las personas transgénero empleadas enfrentaron diversos niveles de acoso en el trabajo, desde verbal hasta físico. Debido a la discriminación laboral, las personas transgénero son más propensas a experimentar inseguridad habitacional. La encuesta del NCTE encontró que casi un tercio de los encuestados transgénero experimentaron sinhogarismo.
Los atletas transgénero enfrentan la posibilidad de que, de un día para otro, se les prohíba participar en su actividad elegida. Terminar una carrera deportiva puede ser perjudicial para la salud mental de un atleta. Enmarcar el tema de las mujeres trans en el deporte como «hombres biológicos compitiendo contra niñas» es una forma en que los opositores misgenerizan y «niegan la humanidad de las niñas transgénero».
Los políticos estadounidenses conservadores han utilizado la transfobia para movilizar a su base de votantes. La retórica transfóbica entre políticos y en los medios ha logrado reducir el apoyo de los estadounidenses hacia las personas transgénero. Tras la victoria de Donald Trump en las elecciones presidenciales de noviembre de 2024, el Partido Demócrata comenzó a replantear su postura sobre los derechos transgénero. Políticos demócratas moderados y centristas evaluaron las elecciones de 2024 y muchos creyeron que el apoyo demócrata a los temas transgénero pudo haberles costado la elección. Debido a que el Partido Republicano emitió numerosos anuncios de ataque anti-transgénero, los partidarios demócratas también culparon a las personas transgénero por las pérdidas electorales de noviembre de 2024. Culpar a las personas transgénero por perder las elecciones las pone en peligro y propaga desinformación. Las personas transgénero enfrentan cada vez más una reacción y la erosión de sus derechos civiles bajo la segunda administración Trump. Alemania emitió una advertencia para ciudadanos transgénero y no binarios que visiten Estados Unidos debido a las políticas de la administración Trump hacia las personas transgénero.

### Efectos en personas cisgénero
Las personas cisgénero también pueden experimentar los efectos de la transfobia. Human Rights Watch informó en 2001 que «muchos estudiantes son percibidos erróneamente como transgénero, pero estas personas también están sujetas a persecución». En agosto de 2022, una escuela investigó a una niña que «superó» a sus compañeras en un evento deportivo de secundaria. Los padres de las niñas que quedaron en segundo y tercer lugar se quejaron ante la Asociación de Actividades de Escuelas Secundarias de Utah (UHSAA), cuestionando el género de la ganadora. La UHSAA investigó a la niña, revisando sus registros de inscripción desde jardín de infantes, todo sin informar a la estudiante ni a su familia. En estados que han aprobado leyes anti-transgénero, muchos atletas cisgénero son acusados erróneamente de ser transgénero.
En julio de 2023, una mujer cisgénero, Michelle Dionne Peacock, fue presuntamente asesinada en Indiana por un hombre transfóbico. Su agresor creía que Peacock era «un hombre actuando como mujer» y, a pesar de las quejas por acoso, «no se tomó ninguna medida». Las mujeres cisgénero corren riesgo de violencia transfóbica si no se ajustan a los estereotipos de género. En situaciones donde personas con discapacidad requieren cuidados de alguien de un género opuesto, las leyes de baños pueden complicar sus vidas. En Odessa, Texas, a partir de octubre de 2024, cualquier persona que ingrese a un baño que no coincida con su género asignado al nacer está sujeta a una multa de 10,000 dólares, incluso si está asistiendo a una persona con discapacidad.

### Efectos de la violencia y la intimidación
Recientemente, la violencia de odio ha aumentado en Estados Unidos. La Campaña de Derechos Humanos (HRC) comenzó a documentar actos de «violencia fatal» contra personas transgénero y no conformes con el género en Estados Unidos en 2013. La Coalición Nacional de Programas Anti-Violencia encontró en 2013 que el 72 % de las víctimas de asesinatos por crímenes de odio eran mujeres trans, y casi todas eran mujeres de color. En 2015, el 46 % de los adultos transgénero reportaron «acoso verbal» y el 9 % afirmó haber sido agredido. La mayoría de las víctimas de esta violencia transfóbica son personas negras no conformes con el género y mujeres trans. Las personas transgénero negras también son más propensas a enfrentar discriminación. En Chicago, menos asesinatos de mujeres transgénero son resueltos por la policía en comparación con los homicidios en general. Las personas transgénero tienen hasta «cuatro veces más probabilidades que las personas cisgénero» de ser víctimas de crimen violento. Las mujeres trans tienen el doble de probabilidades que otras personas trans de sufrir agresiones sexuales en comparación con otras víctimas de violencia. Los crímenes de odio contra estudiantes LGBTQ en todo el país se duplicaron entre 2015-2019 y nuevamente entre 2021 y 2022. Desde 2021, las tasas de incidentes violentos y mortales contra personas transgénero han aumentado, según los registros de las organizaciones. En estados que han aprobado legislación anti-transgénero, el aumento de los crímenes de odio fue aún mayor, según The Washington Post.
Estudiantes desde primaria hasta universidad han reportado un aumento reciente en el acoso escolar por pertenecer a la comunidad LGBTQ o por no conformarse con el género. Los jóvenes LGBTQ enfrentan estigma social y, a menudo, rechazo familiar.
A pesar del aumento en la violencia, las estadísticas reales no se comprenden completamente. Los datos utilizados para rastrear crímenes de odio contra personas transgénero y no conformes con el género no se reportan consistentemente debido a diferencias en la forma en que algunas ciudades de Estados Unidos categorizan a las víctimas de estos crímenes. Además, no todas las organizaciones reportan crímenes de odio al FBI. Muchas personas transgénero tampoco denuncian su propio acoso por temor a mayores repercusiones en sus vidas, incluyendo acoso y doxeo.
Las personas transgénero también enfrentan violencia en encuentros con las fuerzas del orden. En un informe de 2015, se reportó que en el 58 % de las interacciones entre personas trans y las fuerzas del orden hubo diversas formas de acoso, desde malgenerización hasta violencia o agresión sexual.
Debido a las amenazas de violencia que enfrentó el Tenacious Unicorn Ranch, tenían seguridad en su propiedad. Todo el personal portaba armas y se proporcionaban chalecos antibalas a los visitantes.
Las amenazas contra hospitales infantiles que ofrecen cuidados de afirmación de género afectan a una amplia gama de personas. Durante un cierre en 2022 debido a amenazas transfóbicas, una madre no pudo visitar a su recién nacido en la unidad de cuidados intensivos neonatales (UCIN). También se han hecho amenazas de violencia contra profesionales médicos que atienden a personas transgénero, especialmente jóvenes.

## Vínculo con teorías conspirativas
Algunas teorías conspirativas transfóbicas comparten temas antisemitas. Los nacionalistas blancos creen que judíos y personas transgénero están conspirando para cometer un «genocidio blanco». Ambos grupos son retratados como «élites» que «controlan la sociedad» y deben ser eliminados por cualquier medio necesario. El Occidental Observer escribió que el movimiento por los derechos transgénero era una «forma de guerra judía».
También es posible observar cómo las tácticas históricamente utilizadas para difundir antisemitismo y odio hacia judíos pueden aplicarse a otros grupos, incluidas las personas transgénero. Usar retórica diseñada para deshumanizar y generar miedo hacia una población pequeña permite a los políticos de derecha usar a las personas transgénero como chivo expiatorio para problemas sociales más amplios.
En Canadá y Estados Unidos a principios de la década de 2020, varios medios y personalidades conservadoras y de extrema derecha promovieron la farsa de las cajas de arena en escuelas, afirmando que algunas escuelas proporcionaban cajas de arena en los baños para estudiantes que se identificaban como gatos o furries, en respuesta a que varios distritos escolares implementaran adaptaciones para estudiantes transgénero. Numerosos medios y académicos han desmentido estas afirmaciones como falsas.
También ha habido un intento reciente de «culpar a la propia comunidad trans por la violencia» ejercida contra ellos y otros. Activistas anti-transgénero también han intentado afirmar que las personas transgénero se están volviendo más violentas porque 10 tiradores masivos de 4,400 en la última década en Estados Unidos se identificaron como transgénero.
La desinformación sobre personas transgénero ha sido difundida deliberadamente por varias personas para crear un «Tubería de Desinformación-Legislación». Artículos de opinión, e información mal investigada y sesgada, a menudo se utilizan como base para legislación dirigida que prohíbe el acceso a cuidados de afirmación de género para personas transgénero. Este tipo de información falsa es utilizada por políticos para prohibir este tipo de atención a personas transgénero, a pesar de la falta de respaldo científico médico. Los políticos usan cualquier «evidencia disponible actualmente» que puedan encontrar para respaldar sus afirmaciones, a pesar de la falta de investigación médica detrás de estas. Los medios y las noticias que no son cuidadosos al verificar evidencia médica pueden contribuir a difundir desinformación médica al público.
Activistas anti-transgénero, como Moms for Liberty, creen que las escuelas e instituciones públicas están activamente adoctrinando a menores para que piensen que son transgénero. Muchos de estos activistas usan los «derechos de los padres» como una forma de prevenir cuidados de afirmación de género para sus propios hijos y los de otros.